# South Park
South Park es una serie de televisión estadounidense de animación, creada por Trey Parker y Matt Stone para el canal Comedy Central. Está dirigida al público adulto y se caracteriza por satirizar con humor negro la sociedad, actualidad y cultura estadounidense a través de las historias y situaciones surrealistas que les suceden a sus protagonistas, cuatro chicos (Stan, Kyle, Cartman y Kenny) residentes en un pueblo ficticio de Colorado llamado South Park.
La serie se estrenó el 13 de agosto de 1997 en Estados Unidos. Desde entonces se han emitido 27 temporadas y ha sido comercializada internacionalmente, incluidos los mercados de España y Latinoamérica. Además, se ha estrenado un largometraje titulado South Park: Bigger, Longer & Uncut (1999). Con el paso del tiempo ha ganado cinco premios Primetime Emmy y un premio Peabody entre otros galardones.
En 2015, la serie renovó por nuevos capítulos con Comedy Central hasta la temporada 23.a de 2019. Tras esta temporada (que se estrenó el 25 de septiembre de 2019), el 12 de septiembre de 2019, se volvió a renovar la serie hasta la temporada 26, que debutó en 2023. En ese año el show se renovó hasta 2027 y se anunció una serie de especiales de televisión para Paramount+, los dos primeros de los cuales se lanzaron ese mismo año. En octubre de 2019, se anunció que WarnerMedia adquirió los derechos exclusivos en streaming de South Park en los EE. UU. a partir de junio de 2020 para HBO Max. Después de que el acuerdo de HBO Max expirara a finales de junio de 2025, el 21 de julio de ese año, se reportó que Parker y Stone habían llegado a un acuerdo de cinco años con Paramount para la transmisión digital de la serie a nivel mundial en Paramount+ y producir 10 episodios cada año para Comedy Central, lo cual se confirmó el 23 de julio. La vigesimoséptima temporada de la serie se estrenó el 23 de julio de 2025.
El uso de lenguaje soez y violencia por parte de South Park, su estilo de humor irreverente y el tratamiento de diferentes episodios de la actualidad mundial (como satirizar el episodio de las caricaturas de Mahoma o las burlas hacia la Iglesia de la Cienciología) le ha costado numerosas polémicas a lo largo de su emisión.

## Historia

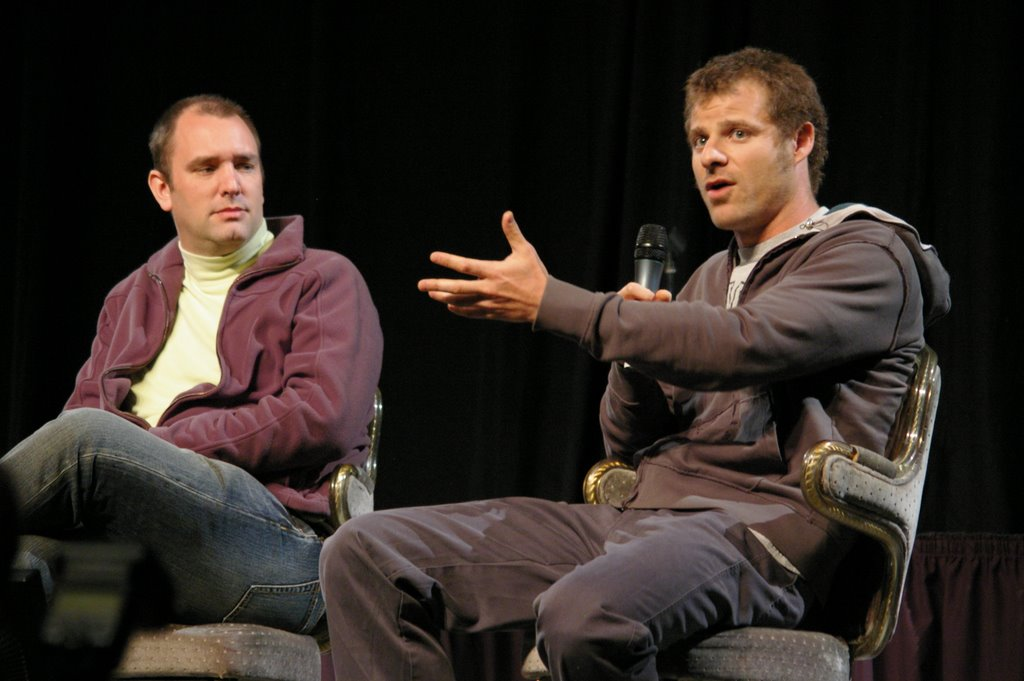
Trey Parker y Matt Stone, creadores de la serie South Park.

Los creadores de South Park, Trey Parker y Matt Stone, se conocieron durante su paso por la Universidad de Colorado en 1992. Ese año crearon un cortometraje animado titulado The Spirit of Christmas («El espíritu de la Navidad»), en el que un malvado muñeco de nieve sembraba el caos en un pueblo llamado South Park. Los personajes estaban hechos con papel y fueron animados con técnicas stop motion. En dicho corto ya se reflejaban prototipos de los protagonistas de la serie actual. La mayor curiosidad reside en que mueren Cartman, que en ese corto recibió el nombre de Kenny, y un personaje similar al Kenny original.
Animados por Brian Garden, ejecutivo de la FOX y amigo de los dos creadores, Trey Parker y Matt Stone decidieron rehacer The Spirit of Christmas en 1995 como una felicitación navideña. Ese trabajo, también titulado como el original, ya tenía un estilo más afín al de la serie, y en él Jesucristo luchaba contra Santa Claus tras discutir sobre el verdadero significado de la Navidad. Garden realizó copias para sus amigos y poco después el trabajo se filtró a través de Internet, donde recibió buenas críticas. Por ello está considerado uno de los primeros videos virales de la historia de la red.
Debido a su éxito, Parker y Stone negociaron la posibilidad de realizar una serie de televisión. La primera cadena a la que ofrecieron el proyecto fue a la FOX, pero lo rechazaron. Después de esto, lo presentaron a canales pertenecientes a Viacom (actualmente Paramount). Tras negarse Trey Parker a ofrecérselo a la MTV, decidieron apostar por Comedy Central y tras recibir el visto bueno de su productor ejecutivo, Doug Herzog, se solicitó un episodio piloto. Aunque «Cartman Gets an Anal Probe» no gustó en las pruebas con público, Comedy Central decidió contratar un mínimo de seis episodios. South Park se estrenó al público el 13 de agosto de 1997 y resultó un éxito en términos de audiencia.

## Personajes
Los protagonistas son cuatro chicos: Eric Cartman, Stan Marsh, Kyle Broflovski y Kenny McCormick. A lo largo de la serie se siguen sus aventuras en South Park, un pequeño y ficticio pueblo montañoso en el condado de Park, en Colorado, en el que viven el resto de personajes: estudiantes, familias, personal del colegio y otros residentes. En las primeras tres temporadas cursan tercero de primaria, y a partir de la cuarta temporada suben a cuarto grado.
Stan Marsh suele ser el líder del grupo y es representado como un personaje normal y maduro. Kyle Broflovski es el mejor amigo de Stan y el personaje con mayor ingenio de los cuatro. Los creadores declararon que idearon a Stan pensando en Trey Parker, mientras que Kyle se hizo a semejanza de Matt Stone. Eric Cartman se presenta como el antagonista principal de la serie; un niño gordo egoísta, malcriado, racista, antisemita y xenófobo que además rivaliza con Kyle. Aunque cuando se lo propone logra burlarlos demostrando su gran capacidad para salirse con la suya, normalmente es atrapado ya que pierde el control de sus proyectos. El cuarto chico, Kenny McCormick, procede de una familia muy pobre y debido a que su anorak le tapa la boca, el espectador no entiende lo que dice. Durante las primeras cinco temporadas Kenny moría en casi todos los episodios, para regresar en el siguiente sin una explicación lógica. Al final de la quinta temporada el personaje murió de forma «definitiva» y no apareció hasta el final de la sexta temporada. Desde entonces, la técnica de matar a Kenny ha disminuido. Los chicos utilizan un lenguaje vulgar, ya que los creadores querían mostrar cómo hablan realmente los niños cuando están solos.
Conforme a su desarrollo, han aparecido personajes secundarios cuyo protagonismo ha aumentado hasta el punto de considerarse parte del elenco principal. Butters Stotch, inspirado en el coproductor Eric Stough, ganó protagonismo como reemplazo de Kenny en la sexta temporada y presenta una personalidad inocente y amable, razón por la que suele ser objeto de bromas crueles. Cuando Kenny volvió, Butters es apartado del grupo.
Los guiones reflejan historias y eventos -muchas veces sobrenaturales y extraordinarios- que rompen la monotonía del pueblo. Los chicos suelen ser la voz de la razón, mientras que el resto de personajes (y especialmente los adultos) actúan de forma irracional. De hecho, Stan y Kyle suelen tener un pensamiento más lógico que el de los adultos en la mayoría de episodios. Su rol trata de criticar muchas veces el comportamiento contradictorio e hipócrita de buena parte de la sociedad estadounidense.

## Género y temática
South Park funciona como una comedia de situación animada, centrada en las historias que les suceden a los habitantes de la villa de South Park y en especial al cuarteto protagonista. Los chistes de la serie son irreverentes y satíricos. Para ello usan parodias, referencias a la cultura popular, humor negro, escatología, violencia y situaciones surrealistas entre otras técnicas. Los primeros episodios mostraban un humor de shock y que atacaba a valores tradicionales de la sociedad estadounidense y, manteniendo esas características, se comenzó a satirizar asuntos ligados a la actualidad en las subsiguientes temporadas. En muchas ocasiones se emplea un lenguaje grosero u ofensivo.
Con el paso de los años, las tramas que conciernen a los personajes secundarios comenzaron a desarrollarse más a fondo. Además hubo una mayor presencia de temas religiosos y políticos para poder parodiar las posiciones más polarizadas y extremas de la sociedad ante determinadas situaciones. En ese sentido, los creadores afirmaron no tener ninguna ideología en particular a la que parodiar u ofender, ya que su intención es «divertir».

## Escenario
El pueblo donde residen los protagonistas es South Park, situado en el estado de Colorado. Aunque es una localidad ficticia, Parker y Stone se basaron en un pueblo real del mismo estado, llamado Fairplay. Su localización también es real, ya que de existir estaría situada en la cuenca hidrográfica de South Park, a 3000 metros de altitud y cercana a las Montañas Rocosas.
Entre los principales escenarios se encuentran la parada de autobús, las casas de los protagonistas, el estanque, la escuela primaria de South Park, el ayuntamiento y algunos de los locales de la calle principal. South Park suele ser el lugar principal donde se desarrollan todas las historias.

## Producción

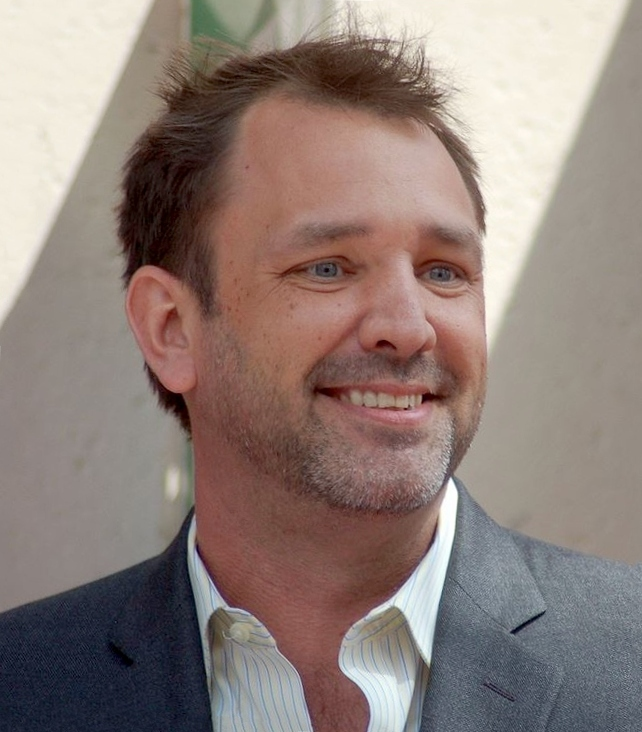
Trey Parker ha dirigido la mayor parte de episodios de South Park.

### Guion
Los productores ejecutivos de la serie siempre han sido Trey Parker y Matt Stone, junto a Anne Garefino. Parker suele ser el director de la mayoría de episodios, aunque en ocasiones también han colaborado en la dirección Stone o Eric Stough, director de animación. Aunque los primeros episodios tendían a criticar aspectos de la sociedad estadounidense, con el paso de las temporadas y la mejora en la producción se han parodiado noticias de actualidad del resto del mundo.
Los guiones están firmados por los creadores de la serie, aunque cuentan con un equipo formado por varias personas. Debido a que la producción de un episodio de South Park es más breve que las de otras series de animación, no se escriben hasta que la temporada comienza, por lo que es más fácil que estén ligados a temas de actualidad. En algunas ocasiones, el proceso dura solo una semana. En la vigésima temporada, se vieron obligados a reescribir el título y final de un episodio («Oh Jeez») en un solo día porque no habían previsto que Donald Trump ganase las elecciones presidenciales de EE. UU de 2016.
A lo largo de sus temporadas, se han abordado situaciones que han ocurrido incluso poco después de que se cerrara la producción del episodio. Por ejemplo en «Quintuplets 2000», que parodia el conflicto diplomático por Elián González, «Best Friends Forever» donde se refleja el caso de Terri Schiavo y que fue emitido tan solo 12 horas después de su muerte, o «About Last Night...» sobre las presidenciales de Barack Obama un día después de proclamarse vencedor de las elecciones de 2008.

### Animación
La producción se sitúa en los Estudios de South Park de Culver City, California. Excepto en el piloto, que empleaba animación de recortes, todos los episodios de South Park están realizados con animación por ordenador que imita el modelo de los cortometrajes. En las primeras temporadas el proceso contaba con poco personal y cada episodio tardaba tres semanas en ser completado. En la actualidad, con más de 70 personas trabajando, se terminan en menos de una semana.
Parker y Stone se inspiraron en las animaciones realizadas por Terry Gilliam en Monty Phyton's Flying Circus, del que son declarados seguidores. Los personajes y objetos están compuestos por simples figuras geométricas y colores primarios; todos ellos muestran una composición simplificada y en algunos casos, como en el de los niños, se emplea el mismo patrón. No todos los personajes tienen el mismo diseño que los protagonistas: los canadienses suelen ser representados con la cabeza partida y una imagen todavía más minimalista, mientras que algunos famosos conservan su rostro real en fotografía, como es el caso de Saddam Hussein. En esos casos, los animadores escanean la cara del personaje, aunque el cuerpo sí es caricaturizado como el resto de diseños.
Cuando comenzaron a usar ordenadores para animar, los recortes fueron escaneados y redibujados con el programa CorelDRAW. Después se importaron a PowerAnimator, que empleaba estaciones de trabajo SGI para las animaciones. A partir de la quinta temporada comenzó a usarse Adobe Photoshop y Adobe Illustrator para realizar los diseños, y Maya para la animación. La calidad ha mejorado a lo largo de las temporadas, aunque los diseñadores tratan de mantener siempre el mismo estilo de animación artesanal. Desde la decimotercera temporada todos los programas se graban en alta definición.
Existen casos en los que se rompe con el estilo tradicional de animación en la serie. El episodio «Make Love, Not Warcraft» está hecho parcialmente de imágenes machinima de World of Warcraft, en colaboración con Blizzard, y en «Major Boobage» se utilizó el rotoscopio.

### Música
La música tiene un papel importante en South Park. Existen episodios musicales, como los especiales de Navidad o la película, donde las canciones –normalmente parodias o adaptaciones de las originales– guardan mayor protagonismo. El primer compositor de la serie fue Adam Berry, que utilizaba sintetizadores para simular una orquesta pequeña, junto a otros instrumentos como la guitarra acústica. A partir de 2001, Jamie Dunlap y Scott Nickoley le reemplazaron en esa labor. Isaac Hayes compuso varias canciones de temática directa o indirectamente sexual, que han sido utilizadas en especial durante las primeras temporadas y que él mismo interpretaba en su papel de Chef. El grupo musical DVDA, compuesto por Parker y Stone, ha participado también en la musicalización de algunos episodios.
La canción principal corre a cargo del grupo Primus. La letra está interpretada por el vocalista de la formación, Les Claypool, y los cuatro personajes protagonistas. La composición original que apareció en el episodio piloto era más lenta y su versión instrumental es la que se utiliza para los títulos de crédito. El tema ha sido remezclado cada vez que se modificaba la cabecera de la serie.
South Park ha contado con la participación de numerosos grupos y artistas. El episodio que presentó más colaboraciones fue Chef Aid, donde estuvieron presentes Elton John, Ozzy Osbourne, Rick James, Primus, Ween, Meat Loaf y Wyclef Jean entre otros. A raíz de ese episodio se lanzó un álbum, Chef Aid: The South Park Album, con canciones de la serie y otras del episodio interpretadas por los invitados. Otras colaboraciones destacadas fueron las de los grupos Korn («Korn's Groovy Pirate Ghost Mystery»), Paul Stanley («Make Love, Not Warcraft»), Radiohead («Scott Tenorman must die») y Disturbed («Feat Sorry at Jesse Jackson»).
Es frecuente ver también parodias a la música en algunos episodios. Por ejemplo, en «Christian Rock Hard» se satirizaba el mercado discográfico, la piratería y la música cristiana. En «Fat butt and pancake head», la mano de Cartman (que se hace llamar «Jenifer Jópez» en la versión española) es una parodia de la verdadera Jennifer Lopez, a la que roba su carrera musical y a su novio en aquella época, Ben Affleck.

### Actores de voz

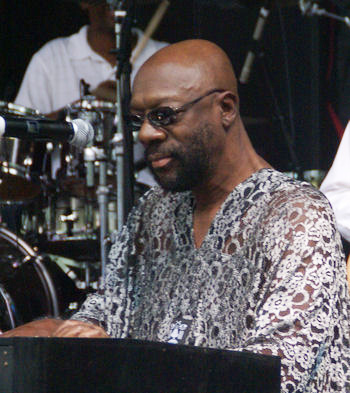
Isaac Hayes participó desde la primera hasta la novena temporada.

En la versión original, Trey Parker y Matt Stone realizan la mayoría de voces masculinas. En el elenco femenino contaron durante las tres primeras temporadas con Mary Kay Bergman. Cuando Bergman falleció, fue sustituida por Mona Marshall y Eliza Schneider, a su vez reemplazada por April Stewart en 2004. Debido a que Bergman era una reconocida actriz de voz de series infantiles y películas de Disney, decidió aparecer en los créditos bajo el pseudónimo de Shannen Cassidy. Varios guionistas y productores también han prestado su voz a los personajes de reparto. Los preescolares son interpretados por los hijos del equipo de producción. Para lograr una mayor diferencia entre voces y hacer que los personajes infantiles suenen más reales, los cortes sonoros se editan con Pro Tools.
Durante años, el actor de voz más reconocido de la serie fue el intérprete Isaac Hayes. Interpretaba el papel de Chef, un cocinero negro y cantante de soul obsesionado con las mujeres y que además era el único adulto en quien los niños confiaban. Hayes grababa las voces por separado desde un estudio de radio en Nueva York y las enviaba al estudio central situado en California. Cuando el cantante abandonó la serie por convicciones religiosas a finales de la novena temporada, su personaje fue asesinado en el episodio «The Return of Chef», que abría la décima.
Aunque para las voces de famosos se hacen imitaciones, en ocasiones algunas celebridades han aceptado aparecer en la serie, como fue el caso de Robert Smith, Natasha Henstridge o Jennifer Aniston. En algunos casos, son simples cameos: el actor George Clooney, una de las primeras personas que pudo ver los cortos de Parker y Stone y que también colaboró en la película con una autoparodia, hizo los ladridos del perro de Stan en «Big Gay Al's Big Gay Boat Ride», mientras que Jay Leno interpretó a la gata de Cartman en «Cartman's Mom Is a Dirty Slut».

#### Doblaje en español
El doblaje de la serie en español tiene dos versiones: una enfocada al público de España y otra para el de Hispanoamérica. No existen variaciones en el nombre de los personajes, aunque sí se aprecian diferencias en situaciones puntuales. También hay diferencias en los textos. La animación no se altera y lo que está escrito en inglés aparece en ese idioma en las versiones en español, pero mientras que en el doblaje de Latinoamérica se lee el texto para traducirlo, en la versión española no se hace. 
El doblaje realizado en España corre a cargo del estudio Soundub (Abaira) de Madrid. El primer director de doblaje fue Carlos Revilla, quien también interpretaba personajes secundarios, y el reparto incluye voces como Chelo Vivares (Stan), Margarita Ponce (Cartman) o Sara Vivas (Kyle). Los trabajos no se retomaron hasta que Cuatro compró los derechos de emisión, manteniendo el mismo reparto. La serie en esta versión interrumpió su doblaje en la duodécima temporada, retomándose el mismo a finales de 2013 a partir de la decimosexta, emitiéndose en exclusiva en Comedy Central (España). El mismo canal anunció en 2014 el estreno de la decimoctava temporada semanalmente en versión original subtitulada el 25 de septiembre y en versión doblada la semana siguiente con la participación de seis de los principales youtubers españoles del momento, además de recuperar y estrenar en España las temporadas 13, 14 y 15, dobladas por primera vez, entre los meses de noviembre y enero.
En Latinoamérica, las dos primeras temporadas contaron con doblajes simultáneos: uno hecho en Miami, Florida por los estudios BVI Communications Inc. y Globecast Hero Productions, y otro hecho en México por Audiomaster 3000 bajo la dirección de Jorge Roig. El mexicano era para televisión en abierto y no usaba lenguaje soez, algo que Miami sí mantuvo. Locomotion, canal que encargaría y supervisaría los doblajes de la serie hasta la séptima temporada, emitió la serie con el doblaje realizado en Estados Unidos. Desde entonces ha habido cambios de estudio: Globecast Hero Productions desde la tercera hasta la quinta temporada, The Kitchen Inc. a partir de la sexta, BVI Communication Inc. a partir de la décima y Civisa Media desde la decimoquinta. Las voces de Civisa se graban desde un estudio de Miami Lakes, llamado Studio Center. El estudio The Kitchen recuperó los derechos de grabación a partir de la decimosexta temporada. Debido a todas esas alteraciones, el elenco de actores también ha sufrido importantes variaciones.

## Emisión y distribución
En Estados Unidos, South Park se emite a través de Comedy Central, un canal privado de televisión por cable, en horario estelar y con calificación TV-MA para mayores de 18 años. También se emite en sindicación, con calificación TV-14 para mayores de 14 años y algunas limitaciones; por ejemplo, los pitidos para silenciar palabras malsonantes. Las temporadas completas se comercializan en DVD y desde 2008 todos los episodios están disponibles en el sitio web de South Park Studios de forma gratuita, sin censura en el lenguaje vulgar, en idioma inglés y con ciertas limitaciones según el país de acceso.
Además, la serie ha sido vendida a más de 33 países. Al emitirse en un canal de Paramount Global, South Park se incluye en la oferta de las versiones internacionales de MTV, Paramount Comedy, Comedy Central y otras empresas subsidiarias. También se ha emitido en la televisión en abierto en otros lugares. En España se estrenó en Antena 3 en el año 2000, y esa cadena emitió las seis primeras temporadas en horario de madrugada debido al lenguaje empleado. Años más tarde, Cuatro compró los derechos y la programó en un horario similar al de su rival hasta el quinto episodio de la duodécima temporada, compartiendo emisión con Paramount Comedy. En el año 2010, el canal de Viacom (actualmente Paramount Networks EMEAA) MTV España pasó a reemitir en abierto por TDT las primeras temporadas. Actualmente se ofrece en exclusiva en el canal por satélite Comedy Central.
Para Iberoamérica, las primeras siete temporadas se estrenaron en exclusiva por Locomotion, y desde 2004 también empezó a formar parte de la programación de MTV Latinoamérica. Con el cierre del canal Locomotion en 2005, MTV se quedó con la exclusividad de la serie y desde entonces la ha ofrecido completa. A partir de 2012, Comedy Central Latinoamérica se quedó con los derechos para todo el continente junto con MTV. Algunos países también han emitido South Park en abierto: Chile (La Red), Colombia (RCN Televisión), Venezuela (RCTV), Perú (Panamericana Televisión), Puerto Rico (Univision y Universo), Costa Rica (Repretel), Argentina (Azul Televisión), Paraguay (El 13), Ecuador (Teleamazonas) y Uruguay (Monte Carlo TV).

### Streaming

#### Estados Unidos
La serie se vio envuelta en una enredada batalla legal que comenzó con un acuerdo de streaming exclusivo de 500 millones de dólares estadounidenses con WarnerMedia (para HBO Max) que incluía los derechos de las primeras 23 temporadas y la transmisión de nuevos episodios al día siguiente de su estreno en Comedy Central desde 2020 hasta 2025, seguido de otro contrato de 900 millones de dólares firmado en 2021 con ViacomCBS/Paramount Global por 14 películas/especiales de televisión y derechos internacionales a través de Paramount+ hasta 2027.
En febrero de 2023, Warner Bros. Discovery demandó a Paramount por emitir los «especiales de pandemia» únicamente mediante Paramount+, alegando que estos infringían el trato de exclusividad con HBO Max, ya que estos tenían formato episódico, lo cual causó confusión legal. Paramount respondió con una contrademanda en abril de 2023, afirmando que estaba cumpliendo con ambas obligaciones contractuales, diferenciando los «episodios regulares» de los «eventos especiales» creados para Paramount+, y acusó a Warner de intentar renegociar los términos mediante litigio tras la fusión que dio origen a Warner Bros. Discovery. La empresa también afirmó que HBO Max había dejado de pagar cuotas regulares del contrato durante más de un año.
En noviembre de 2023, la jueza Margaret Chan desechó dos cargos de WBD por «brecha de buena fe» y «violaciones de leyes comerciales», ya que no había evidencia de engaño a consumidores. Sin embargo, rechazó desestimar los cargos centrales como delito contractual, «interferencia tortuosa» y «enriquecimiento injusto». Posteriormente, en enero de 2025, un tribunal en Manhattan falló a favor de WBD, dictaminando que Paramount había actuado de manera ambigua e incurrió en incumplimiento de contrato al clasificar especiales exclusivos como fuera del alcance del acuerdo de HBO Max.
A finales de junio de 2025, Park County —la productora de Trey Parker y Matt Stone— envió una carta legal el 21 de junio, advirtiendo a Jeff Shell —ejecutivo de RedBird Capital y próximo presidente de la recién fusionada Paramount–Skydance— que cesara inmediatamente su interferencia en las negociaciones de derechos de South Park con Warner Bros. Discovery y Netflix. Según sus abogados, Shell habría presionado a WBD para otorgar a Paramount+ una ventana de exclusividad de 12 meses para los nuevos episodios y reducir el plazo de licencia comercial de 10 a 5 años, maniobrando en contra de los intereses de Park County. En la carta se afirma: 

Usted hizo esto a espaldas de Park County... autocontratación... simplemente escandaloso.

Shell, RedBird y Skydance rechazaron las acusaciones, señalando que Skydance tenía derecho a aprobar contratos bajo los términos del acuerdo de fusión.
El 21 de julio de 2025, tras semanas de tensión, se anunció un nuevo contrato de cinco años de duración por una suma aproximada de 1250 a 1500 millones de dólares. El acuerdo incluye la producción de 50 episodios nuevos (10 por temporada), la emisión lineal en Comedy Central, y la disponibilidad en Paramount+ al día siguiente del estreno televisivo.

#### Internacional
Tras el lanzamiento internacional de Paramount+, el catálogo completo de la serie empezó a estar disponible en la plataforma. El 21 de julio de 2025, se dio a conocer un nuevo acuerdo para la transmisión global de la serie a través de Paramount+ durante cinco años más tras la expiración del trato anterior.
A partir de julio del 2021, South Park está disponible en Hispanoamérica en la plataforma de televisión por streaming Pluto TV.

### Episodios re-renderizados
Desde su debut en 1997 hasta el final de la duodécima temporada en 2008, la serie se produjo originalmente en definición estándar, con una relación de aspecto de 4:3. En 2009, la serie pasó a producirse en alta definición 16:9 (1080p) con el comienzo de la decimotercera temporada. Las doce temporadas, producidas originalmente en definición estándar, han sido remasterizadas por South Park Studios, íntegramente renderizadas en alta definición. La relación de aspecto de estos episodios también se convirtió de 4:3 a 16:9. Las versiones reeditadas también se lanzaron en Blu-ray. Varios de los episodios reeditados de temporadas anteriores conservan sus pistas de audio originales sin censura; previamente se habían publicado con audio censurado.
El episodio de la quinta temporada, «Súper mejores amigos», que fue retirado de la sindicación y las transmisiones en línea tras la controversia en torno al episodio 201, no se estrenó junto con el resto de la temporada cuando se lanzó en HD a través de iTunes en 2011. Posteriormente, el episodio se volvió a renderizar y se incluyó en el lanzamiento en Blu-ray de la temporada, el 5 de diciembre de 2017. El episodio se presenta en su presentación original, sin que la imagen de Mahoma quede oscurecida como en episodios posteriores de la serie.

## Repercusiones e influencia

### Premios y reconocimientos

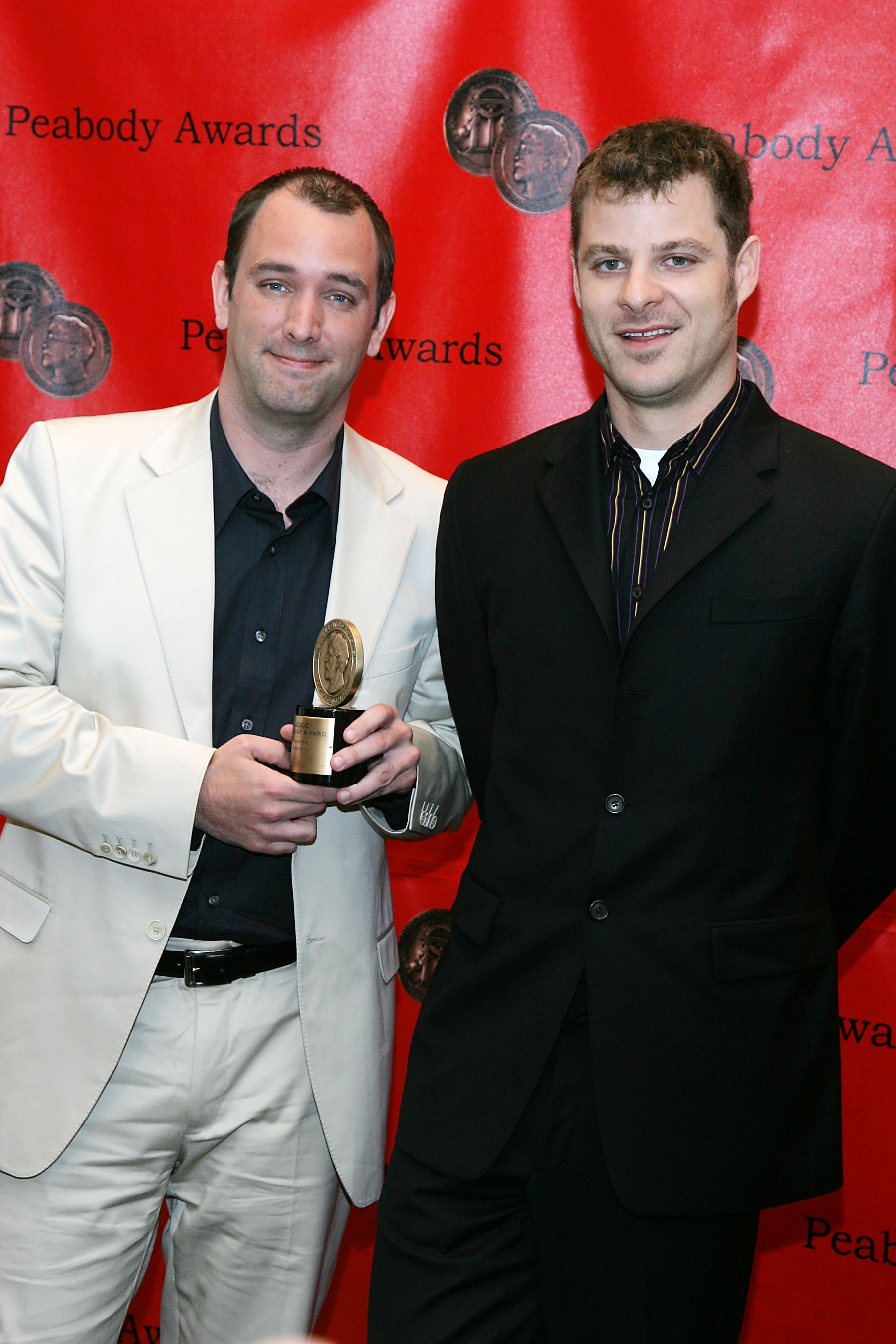
Los creadores de South Park recibieron el premio Peabody en 2006.

La revista Time incluyó a South Park en su lista de «Los 100 mejores programas de televisión de todos los tiempos», afirmando que la serie era el mejor programa de sátira de la década del 2000. En 2007, Rolling Stone la mencionó como el programa más divertido en televisión desde su debut hasta la fecha. En 2013, la revista TV Guide la posicionó en décimo lugar en su ranking de «Las 60 mejores series de animación»,. Esa misma publicación también incluyó a Eric Cartman en décima posición del «Top 50 de los mejores personajes de animación».
En 2006 South Park ganó un premio Peabody por su crítica social y su valor para satirizar la hipocresía en la sociedad estadounidense. La serie ha sido nominada a dieciséis premios Emmy, de los cuales ha recibido cinco: cuatro en la categoría de «Mejor programa de animación» de menos de una hora, por «Best Friends Forever» (2005), «Make Love, Not Warcraft» (2006),  «Margaritaville» (2009) y  «Raising the Bar» (2012), más un Emmy en la categoría de «Mejor programa animación de más de una hora», por su trilogía «Imaginationland», emitida en 2008. En 1997 ganó el premio a la mejor serie de animación en los premios CableACE, el último año en que éstos se entregaron, y en 2000 fueron nominados a un Premio Óscar por la canción Blame Canada, presente en la película de la serie.

### Lenguaje
Muchos personajes de South Park cuentan con su propio latiguillo. El más conocido es «Oh my God, they killed Kenny!... You bastards!» («Oh Dios mío, han matado a Kenny... ¡hijos de puta!»), que Stan y Kyle decían cada vez que Kenny moría o era asesinado. Con el paso del tiempo, su uso se redujo. Otros personajes también han acuñado sus propias frases, como Eric Cartman y sus «respeta mi autoridad» («Respect my authoritah!») y «Al carajo, yo me voy» («Screw you guys!, I'm going home») o el Sr. Mackey y su «mmkay». El término «Hey!» de Cartman y su forma de mencionarlo fueron incluidos en el Oxford Dictionary of Catchphrases en 2002.
El uso de lenguaje obsceno también ha sido uno de los aspectos a cuestión. Varias facultades de Estados Unidos han estudiado este aspecto del programa, y el Brooklyn College de la Universidad de la Ciudad de Nueva York llegó a ofrecer un curso llamado «South Park y la corrección política».

### Críticas y controversia
Dado su carácter provocativo y su estilo de humor, la serie ha estado en diversas ocasiones en el ojo del huracán. Entre las principales críticas contra la serie se encuentran su enfoque de varios temas tabú o su tratamiento satírico de asuntos como la religión, sexualidad, racismo o la propia actualidad. Parker y Stone han expresado que su humor pretende ofender a todos por igual, sin distinción o posicionamiento político. También se ha criticado que su aspecto de serie de animación pudiera influenciar a la infancia, a lo que los creadores han respondido que South Park está claramente destinada a un público adulto. Las críticas también se han sucedido en el extranjero, como Rusia o Nueva Zelanda.
Algunas de esas opiniones negativas, que consideran a South Park ofensiva, provienen de grupos de carácter conservador como el Parents Television Council, que ha criticado frecuentemente su lenguaje ofensivo y su tratamiento. En la mayoría de ocasiones la propia serie se ha tomado las críticas a broma, siendo prueba de ello el episodio «It Hits the Fan» en el que se dice la palabra «mierda» 162 veces, con un contador que avanzaba cada vez que se mencionaba dicha expresión. También ha sido criticada por sus seguidores en ciertas ocasiones, como cuando Comedy Central emitió al inicio de la segunda temporada, y como broma del día de April Fools, «Terrance and Phillip in Not Without My Anus», en lugar de la esperada segunda parte de «Cartman's Mom Is a Dirty Slut» que estaba anunciada.
En 2009, el décimo episodio de la decimosegunda temporada, «Pandemic», fue controvertido en Perú por el tema de que las bandas de flautas peruanas (sikus) eran arrestadas para la protección de los Estados Unidos, e incluso algunas de ellas eran asesinadas. En la segunda parte «Pandemic 2: The Startling» se explica la razón.
En México, MTV decidió no emitir en febrero de 2010 el sexto episodio de la decimotercera temporada «Pinewood Derby», en el que aparecía el presidente de México Felipe Calderón. El canal alegó que no contaban con la autorización de la Secretaria de Gobernación del país para mostrar la bandera mexicana, por lo que supuestamente violaba la Ley sobre el Escudo, la Bandera y el Himno Nacional. Este hecho indignó a los seguidores mexicanos, que lo consideraron un acto de censura. Finalmente, se emitió el 5 de abril de ese mismo año.
Otro de los casos con más controversia fue el de la censura en China, debido a que el episodio abordó algunos temas prohibidos en el país, relacionados con el Dalái lama, Winnie-the-Pooh y trasplantes de órganos. en el episodio «Band in China» de la temporada 23. Debido a la crítica al Gobierno de China, el episodio fue censurado y la producción tuvo que ofrecer disculpas. Sin embargo, se pudo ver en el resto del mundo.

#### Controversias por religión

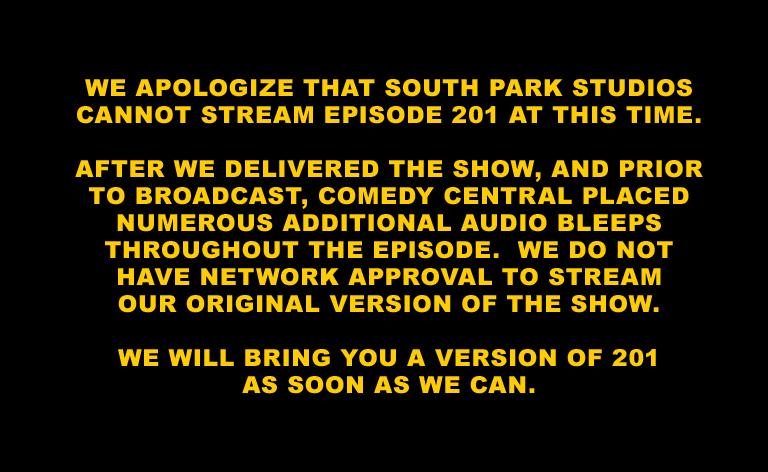
South Park Studios pide disculpas al no poder ofrecer en internet el episodio «201» tras la polémica de Mahoma.

En diciembre de 2005, la Liga Católica por Derechos Religiosos y Civiles en los Estados Unidos criticó el episodio final de la novena temporada, «Bloody Mary», por representar a una estatua de la Virgen María menstruando. La cadena Comedy Central lo emitió en el día de estreno previsto (7 de diciembre, un día antes de la festividad de la Inmaculada Concepción), pero luego decidió no redifundirlo hasta junio de 2006. «Bloody Mary» fue incluido en los DVD.
La serie mantuvo también una fuerte polémica con la Iglesia de la Cienciología, reflejada en varios episodios. «Trapped in the Closet» fue uno de los más controvertidos: el actor Tom Cruise llegó a amenazar con incumplir sus obligaciones con Paramount durante la promoción de Misión imposible 3 si Comedy Central volvía a emitirlo. Por otra parte, las diversas parodias contra la secta provocaron que Isaac Hayes, cienciólogo reconocido, abandonara el reparto de doblaje al final de la novena temporada.
South Park ha criticado también con dureza la censura en los medios de comunicación, con motivo de las caricaturas de Mahoma. En la secuela «Cartoon Wars Part I» y «Cartoon Wars Part II» parodiaba la polémica en una aparente sátira de la serie Padre de familia. Al término de la primera, se mostraba un texto que anunciaba la emisión de la segunda sólo si Comedy Central aceptaba, ya que aparecería una imagen del profeta. Decidieron emitirlo pero censurando a Mahoma, que no se mostró ni tan siquiera en los DVD. En su lugar, apareció el siguiente texto:

Comedy Central ha rechazado emitir una imagen de Mahoma.

Esta fue la primera ocasión en la que Comedy Central censuró o vetó contenido de South Park; mientras que la cadena afirmó haber tomado «la decisión correcta», Parker y Stone la rechazaron. Otras escenas presentes, como una parodia del video de Al Qaeda en la que aparecen Jesucristo y George W. Bush defecando en la bandera estadounidense, no fueron retiradas y recibieron severas críticas por parte de la Liga Católica y la Parents Television Council. Se da la paradoja de que en los créditos de inicio de la serie y en el episodio «Super Best Friends», anterior a la polémica, sí aparece una caricatura de Mahoma y no han sido censurados posteriormente.
En el episodio «200» se produjo una situación similar, cuando en una parodia a todas las religiones apareció una supuesta representación de Mahoma disfrazado de oso. A los pocos días, la organización extremista islámica Revolution Muslim amenazó de muerte a Trey Parker y Matt Stone, por lo que Comedy Central eliminó cualquier referencia al profeta en la segunda parte, «201».
Otros blancos de South Park han sido el judaísmo y el mormonismo, aunque ninguna asociación adscrita a esas religiones ha realizado críticas contra la serie de forma oficial.

## Productos
Dada la popularidad alcanzada, comenzaron a comercializarse productos licenciados oficiales de todo tipo. Los más vendidos son los muñecos, peluches, figuras de acción y similares relacionados con los personajes, incluidos los secundarios (como una toalla de Toallín). Estos se venden a través de la tienda on-line de Comedy Central y en diversas tiendas por todo el mundo. Durante la primera temporada los beneficios por la venta de camisetas de la serie alcanzaron los 30 millones de dólares.
Además, South Park cuenta con discos musicales en el mercado. En 1998 el álbum Chef Aid: The South Park Album, que incluía canciones con los artistas invitados al episodio Chef Aid, también incluía temas originales del Chef/Isaac Hayes. También se publicó la banda sonora completa de South Park: Bigger, Longer & Uncut, y en 1999 se lanzó Mr. Hankey's Christmas Classics, con temas navideños del Señor Mojón y otros interpretados en el episodio homónimo.

### Videojuegos
South Park cuenta con varios videojuegos. El primero de ellos, South Park, fue lanzado por Acclaim en 1998 y consistía en un videojuego de disparos en primera persona para PC, Nintendo 64 y PlayStation. Un año después se lanzó un multijugador conocido como Chef's Luv Shack, en el que se incluían varios minijuegos relacionados con episodios. En 2000 la compañía lanzó un tercer juego de carreras, South Park Rally. Todos estos títulos no fueron bien aceptados por parte de la crítica especializada, y el propio Matt Stone criticó públicamente a Acclaim por el resultado final. En E3 de 2009, Microsoft desveló el desarrollo y futuro lanzamiento de un videojuego para Xbox Live Arcade. En 1999 Sega Pinball diseñó un pinball con temática de la serie.
En marzo de 2014 se publicó South Park: The Stick of Truth para Xbox 360, PlayStation 3 y PC. El desarrollo es de Obsidian Entertainment, la distribución es de Ubisoft y South Park Studios se encargó del guion, supervisión y doblaje. Aunque se planeó originalmente en 2011, su lanzamiento tuvo que demorarse por la quiebra del anterior distribuidor, THQ. En el mercado europeo se censuraron unos minijuegos relativos al aborto y la penetración anal para las versiones de consolas, mientras que la de ordenador permaneció inalterada. El 17 de octubre de 2017 se publicó su secuela, South Park: Retaguardia en peligro para Xbox One, PlayStation 4, Nintendo Switch y PC. En noviembre de 2017 le acompañó el videojuego para móviles South Park: Phone Destroyer, disponible en plataformas iOS y Android, y distribuido por Ubisoft.

## Películas
La primera película de South Park, titulada South Park: Bigger Longer & Uncut, se estrenó el 30 de julio de 1999 en los cines de Estados Unidos y tuvo distribución mundial. La historia cuenta como el pueblo se encuentra conmocionado por el éxito entre los niños de la película de Terrance y Phillip, repleta de lenguaje y chistes soeces, hasta el punto de provocar un conflicto diplomático entre Estados Unidos y Canadá. A diferencia de los episodios de la serie, Parker y Stone escribieron una película musical que a su vez parodiaba otros títulos de animación del mismo género. Bigger Longer & Uncut obtuvo buenas críticas y resultó un éxito de taquilla, con una recaudación de 83 millones de dólares para un presupuesto de 21 millones. Obtuvo incluso una nominación en la 72.ª edición de los Premios Óscar a la «mejor canción original» por Blame Canada, que fue interpretada en la gala por Robin Williams.
En 2021, Parker y Stone llegaron a un acuerdo con MTV Entertainment Studios para desarrollar 14 mediometrajes exclusivos en Paramount+, la plataforma de streaming de Paramount, que formarían parte de las temporadas de la serie. La primera película, South Park: Post Covid, se estrenó el 25 de noviembre de 2021 y era un episodio especial de sesenta minutos que parodiaba los efectos de la pandemia de COVID-19. Un mes después, el 16 de diciembre de 2021, llegó la continuación South Park: Post Covid: The Return of Covid. Las siguientes películas estrenadas en la plataforma fueron South Park The Streaming Wars y The Streaming Wars Part 2, ambas estrenadas en el verano de 2022.El 27 de octubre y el 20 de diciembre de 2023 llegaron a Paramount+ South Park: Joining the Panderverse y South Park (Not Suitable for Children) respectivamente, así como el 25 de mayo de 2024 se estrenó el primer especial de ese año llamado South Park: The End of Obesity, continuando así el acuerdo de la producción exclusiva de realizar 14 mediometrajes.